# Klancyk
Klancyk – teatr improwizowany, jedna z najstarszych grup tego typu w Polsce.

## Historia
Teatr powstał w Warszawie w 2006 roku w ramach koła naukowego na Wydziale Wiedzy o Teatrze warszawskiej Akademii Teatralnej. Pierwszy spektakl miał miejsce 21 stycznia 2006 roku w nieistniejącej obecnie klubokawiarni Rio w Warszawie. Pierwotny skład grupy to: Maciej Buchwald, Bartosz Młynarski, Magdalena Staroszczyk, Michał Sufin i Krzysztof Wiśniewski.
Przez cały czas istnienia Teatr Improwizowany Klancyk zagrał setki spektakli, występując w klubokawiarniach, scenach teatralnych jak również przestrzeniach, które niekoniecznie kojarzą się z teatrem. Grupa, poszukując inspiracji zaprasza do wspólnych występów muzyków, pisarzy i aktorów, którzy wykonując swoje utwory, odczytując fragmenty tekstów lub w inny sposób dostarczają treści i pożywkę dla improwizacji.
Na początku grupa występowała w klubie Chłodna 25, obecnie grupa gra w każdy piątek w Klubie Komediowym w Warszawie. We wrześniu 2016 roku grupa obchodziła 10-lecie działalności artystycznej.
Oprócz zadań stricte improwizatorskich grupa w roku 2015 założyła Fundację Klancyk, która zajmuje się popularyzacją improwizacji.

## Styl improwizacji
Każdy spektakl grany jest w ramach specyficznego „formatu” improwizowanego, czyli pewnej struktury, która wypełniana jest treścią. Główne formaty, według których odbywa się improwizacja Teatru Klancyk to „Armando” i „Harold”, które zostały sformułowane przez legendę amerykańskiej improwizacji teatralnej – Dela Close’a. Oprócz formatu, każdy spektakl ma swoje specyficzne założenia, które decydują o jego stylu ale nigdy o tematyce.

## Spektakle[4]
- „Komora maszyny losującej jest pusta” – spektakl oparty na serii krótkich gier improwizowanych
- „Longplay” – spektakl oparty na formacie „Armando”
- „Zaburzone osobowości” – spektakl fabularny, którego założeniem jest stworzenie kilku postaci na początku i na ich bazie stopniowe wyimprowizowanie historii.
- „Pan Harold” – spektakl oparty na formacie „Harold”
- „Non Fiction” – spektakl oparty na formacie „Armando”, którego gościem zawsze jest reporter
- „Tymczasem gdzieś indziej”  – rymowany spektakl fabularny, grany w stylu poematu dygresyjnego.
- „Kto widział małpę trzymającą scenariusz” – spektakl składający się z krótkich gier, które wybierała publiczność[5]
- „Mam dobrą wiadomość – koń zjadł jabłko” – spektakl eksperymentalny, który był połączenie krótkich i długich form improwizowanych
- „Zagrożone gatunki” – pierwsza długa forma improwizowana Klancyka. Spektakl o zagrożonej wartości oraz w konkretnym gatunku literackim, które wskazywała publiczność

## Festiwale

### Wybrane festiwale polskie
- Łódzkie Spotkania Teatralne 2012
- Podaj Wiosło 2013 (Gdańsk)
- Improfest 2012, 2016 (Kraków)
- Klamra 2013 (Toruń)
- Festiwal Niewinni Czarodzieje 2011 – 2015 (Warszawa)[6]
- Malta 2014, 2016 (Poznań)
- Opener 2016

### Festiwale międzynarodowe
- CIF 2014, 2015 (Chicago)
- Paris 24h Improv Festival 2015
- Del Close Marathon 2016 (Nowy Jork)

## Współpraca
Klancyk często do współpracy zaprasza gości, wśród których byli m.in.:
Muzycy: Paweł Szamburski, Marcin Masecki, Jerzy Rogiewicz, Jacek Kleyff
Pisarze: Szczepan Twardoch, Dorota Masłowska, Mariusz Szczygieł, Magdalena Grzebałkowska, Leszek Talko, Ziemowit Szczerek, Jakub Żulczyk, Filip Springer
Aktorzy: Janusz Gajos, Andrzej Seweryn, Maciej Stuhr, Maria Peszek i Jan Peszek